# طاغدويرين (جرجر)
طاغدويرين (بالتركية: Dağdeviren)‏ هي قرية كرديّة تتبع إداريّاً لمديرية جرجر في محافظة أديامان التركية، بلغ عدد سكانها 331 نسمة في عام 2021.